# Sabana arbolada del Kalahari
La sabana arbolada del Kalahari es una ecorregión de la ecozona afrotropical, definida por WWF, que se extiende por África austral, desde Namibia, a través de Botsuana, hasta Zimbabue y Sudáfrica.

## Descripción
Es una ecorregión de sabana con una superficie de 335.500 kilómetros cuadrados; ocupa el sudeste de Namibia y el centro de Botsuana, y se interna ligeramente en el oeste de Zimbabue y el norte de Sudáfrica.
Limita al norte con la sabana arbolada de teca del Zambeze y la sabana arbolada de mopane del Zambeze, al oeste con la sabana arbolada de mopane de Angola, al sur con la sabana xerófila del Kalahari y al este con la sabana arbolada de África austral y el salobral del Zambeze.
El agua escasea; hay sequías cada once años, por lo que la densidad de población humana es baja.

## Flora
Dos son los árboles dominantes en esta sabana arenosa: la teca del Zambeze (Baikiaea plurijuga) y la acacia; la primera es más abundante al norte de la ecorregión, y la segunda, al sur. Es una ecorregión de transición entre la sabana arbolada de teca del Zambeze, al norte, y la sabana xerófila del Kalahari, al

## Fauna

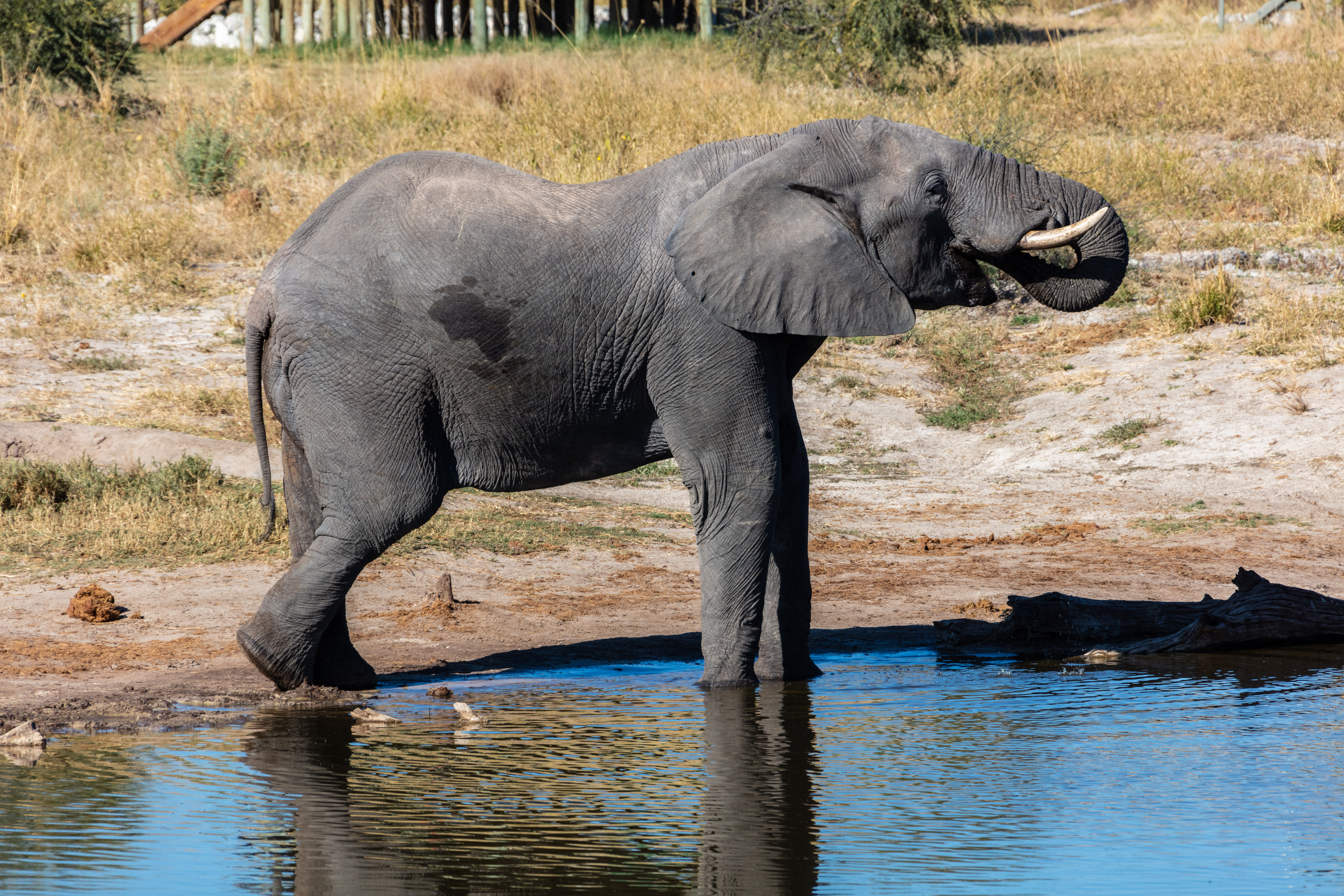
Elefante en el Kalahari.

La fauna es rica y diversa, con gran variedad de ungulados y varios animales en peligro de extinción, como los rinocerontes blanco (Ceratotherium simum) y negro (Diceros bicornis), el licaón (Lycaon pictus) y el elefante (Loxodonta africana).
Se han registrado 468 especies de aves, 92 de reptiles y 31 de anfibios.

## Endemismos
El geco de Tsodilo (Pachydactylus tsodiloensis) sólo se encuentra en las colinas de Tsodilo, en el noroeste de la ecorregión.

## Estado de conservación
Vulnerable. La población humana está aumentando. La mayor amenaza para la vegetación es el aumento de la ganadería, mientras que la fauna está amenazada por la caza furtiva. Las migraciones de los grandes herbívoros se ven impedidas por cercados de control veterinario, lo que provoca su muerte en masa durante los períodos de sequía.

## Protección
Sólo hay dos áreas protegidas:
- Reserva de Caza del Kalahari Central (51.800 kilómetros cuadrados), en el centro de Botsuana.
- Parque Nacional de Kaudom (3.840 kilómetros cuadrados), en Namibia.